# Mezen, Arhanghelsk
Mezen (ru. Мезень) este un oraș din Regiunea Arhanghelsk, Federația Rusă și are o populație de 3 063 locuitori.

## Localizare
Orașul este situat nu departe de vărsarea râului Mezen în Marea Albă

## Transporturi
Orașul este deservit da aeroportul local (cod ICAO: ULAE), situat la 4 km nord de oraș și destinat avioanelor mici de transport. 